# Эвита (мюзикл)
«Эвита» — мюзикл Эндрю Ллойда Уэббера и Тима Райса. Основан на книге «The Woman with the Whip», биографии первой леди Аргентины Эвы Перон.
Премьера мюзикла состоялась 21 июня 1978 года на сцене лондонского театра «Принц Эдуард», а 25 сентября 1979 года состоялась премьера на Бродвее.

## Либретто
Рок-опера имеет кольцевую композицию и начинается с конца — 26 июля 1952 года жителям Буэнос-Айреса сообщают о смерти Эвы Перон. Во время похорон молодой аргентинский студент Че высмеивает скорбящих и задаётся вопросом, кем была Эвита на самом деле. Действие переносится на много лет назад, и мы видим путь Эвы Дуарте от 15-летней девочки, мечтающей о Буэнос-Айресе, до супруги президента Аргентины Хуана Перона.

## Постановки
Как и предыдущая совместная работа Ллойда Уэббера и Райса — «Иисус Христос — суперзвезда», «Эвита» началась с концептуального альбома. Летом 1976 года на первом фестивале в Сидмонтоне гостям были представлены первые демонстрационные записи мюзикла, в том же году на студии Олимпик был записан альбом. Уже через три месяца после его выхода количество проданных копий составляло 500 тысяч. Роль Эвиты исполнила Джули Ковингтон, Че — Колм Уилкинсон, с 1972 года игравший Иуду в постановке рок-оперы «Иисус Христос — суперзвезда», а в 1985 сыгравший в «Призраке Оперы» и «Отверженных». Соло на гитаре исполнил Хэнк Марвин — участник группы Клиффа Ричарда «The Shadows».
После успеха альбома режиссёр Харольд Принс начал работу над постановкой. Так как Жюли Ковингтон и Колм Уилкинсон по разным причинам отказались исполнить свои роли в театре, создателям мюзикла пришлось искать им замену. Эвитой стала Элейн Пейдж, на роль Че пригласили рок-певца Дэвида Эссекса. Сценическая версия несколько отличалась от версии на альбоме — была добавлена новая песня — «Искусство возможностей», а финальная сцена сильно сокращена. Спектакль имел огромный успех и получил награду Уэст-Эндского Театрального Общества в номинации «Лучший мюзикл 1978 года».
8 мая 1979 года премьера «Эвиты» состоялась в Лос-Анджелесе. В постановке участвовали Пэтти Люпон (Эвита) и Мэнди Патинкин (Че). Через четыре месяца после американской премьеры, 21 сентября 1979, тем же составом, спектакль был впервые сыгран на Бродвее. «Эвита» завоевала сердца публики и получила 7 премий Тони.
2 марта 2018 года в Екатеринбурге на сцене Свердловского театра музкомедии состоялась премьера «Эвиты» на русском языке в полуконцертном исполнении (semi-stage).

## Награды
- Премия Лоренса Оливье: лучший мюзикл
- Tony Award: Best Musical, Best Book, Best Original Score, Best Direction of a Musical (Гарольд Принс), Best Lighting Design (Дэвид Херси), Best Performance by a Leading Actress (Пэтти Люпон), Best Performance by a Featured Actor (Мэнди Патинкин)
- Drama Desk Award: мюзикл, либретто, музыка, женская роль (Пэтти Люпон), мужская роль (Боб Гантон), режиссура (Гарольд Принс)